# 東豆川駅
東豆川駅（トンドゥチョンえき）は大韓民国京畿道東豆川市東豆川洞にある、韓国鉄道公社（KORAIL）の駅。駅番号は101。

## 歴史
- 1912年7月25日 - 東豆川駅（동두천역）として開業、日本統治時代に設置された。
- 1945年8月24日 - 一時的に京元線の38度線以南区間の終着駅となる。（後にそうでなくなる。）
- 1984年2月10日 - 駅名を東安駅（동안역）へ改称。
- 2006年12月15日 - 京元電鉄線の逍遥山 - 佳陵間開通と共に開業、駅名を再度東豆川駅へ改称。
- 2014年8月1日 - DMZ-trainの運行開始。
- 2019年4月1日 - DMZ-trainの運行休止。
- 2023年12月28日 - DMZ-trainの運行終了。

## 駅構造

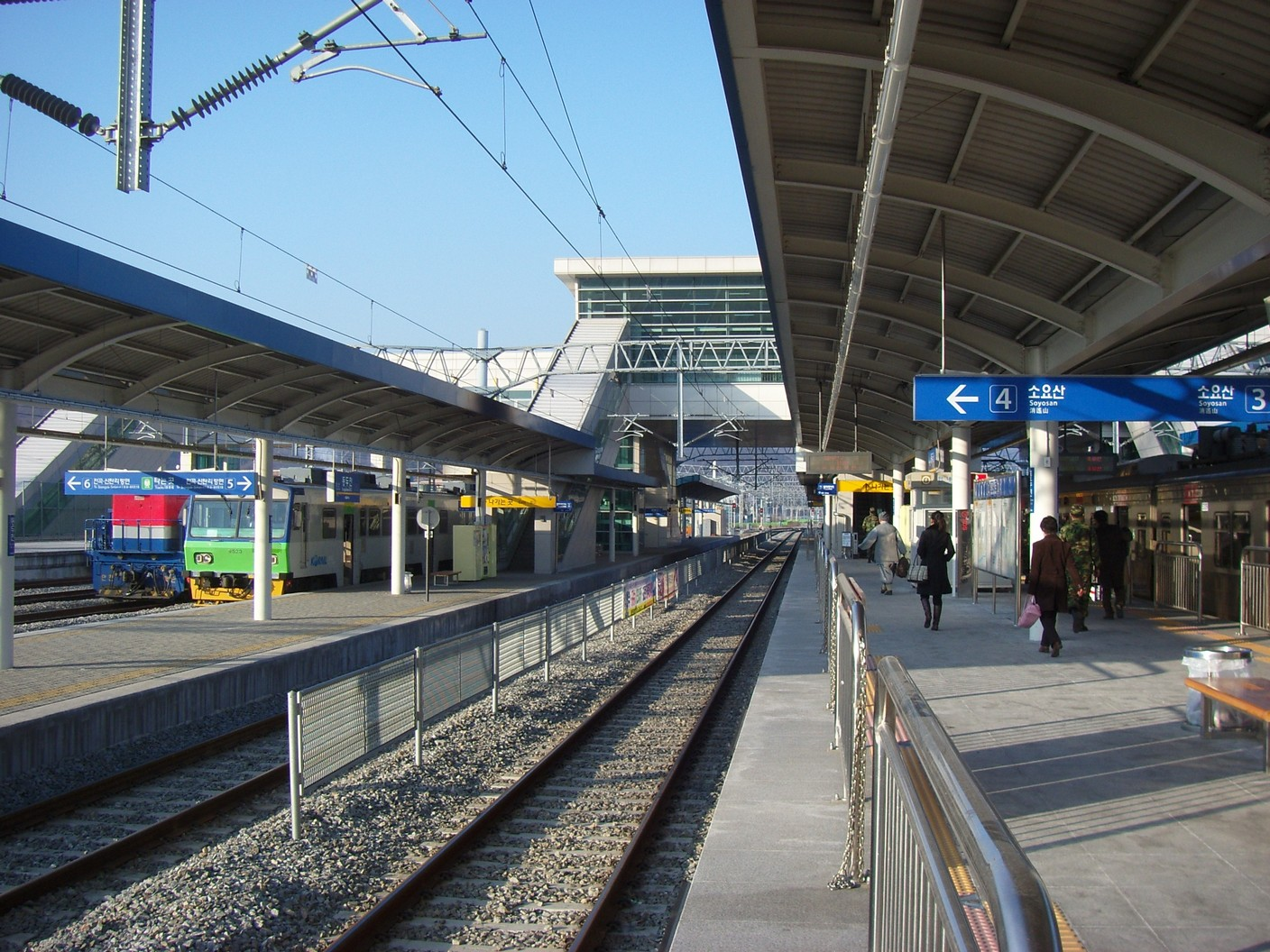
ホーム（2007年撮影）

島式ホーム3面6線の地上駅で、橋上駅舎を持つ。1 - 4番線を京元電鉄線が使用している。5・6番線は低床ホームで、かつて京元線の通勤列車用ホームとなっていたが、2014年8月1日から2019年4月1日まではDMZ-train（平和列車）の発着ホームとしても使用された。現在はDMZ-trainの運行終了により使われていない。

### のりば
| ホーム | 路線               | 種別       | 行先                             |
| ------ | ------------------ | ---------- | -------------------------------- |
| 1・2   | 京元電鉄線（下り） | 緩行・急行 | 光云大・ソウル駅・九老・仁川方面 |
| 3・4   | 京元電鉄線（上り） | 緩行       | 逍遥山・全谷・漣川方面           |
| 3・4   | 京元電鉄線（上り） | 急行       | 当駅止まり                       |
| 5・6   | 京元線             | 休止中     |                                  |

## 利用状況
近年の一日平均利用人員推移は下記のとおり。なお、2006年は開業日の12月15日から12月31日までの17日間の平均である。
| 路線       | 路線     | 2000年 | 2001年 | 2002年 | 2003年 | 2004年 | 2005年 | 2006年 | 2007年 | 2008年 | 2009年 | 出典  |
| ---------- | -------- | ------ | ------ | ------ | ------ | ------ | ------ | ------ | ------ | ------ | ------ | ----- |
| 京元電鉄線 | 乗車人員 | 未開業 | 未開業 | 未開業 | 未開業 | 未開業 | 未開業 | 2,868  | 2,938  | 3,007  | 3,001  | [ 1 ] |
| 京元電鉄線 | 降車人員 | 未開業 | 未開業 | 未開業 | 未開業 | 未開業 | 未開業 | 2,952  | 3,351  | 3,311  | 3,313  | [ 1 ] |
| 路線       | 路線     | 2010年 | 2011年 | 2012年 | 2013年 | 2014年 | 2015年 | 2016年 | 2017年 | 2018年 | 2019年 | 出典  |
| 京元電鉄線 | 乗車人員 | 2,915  | 2,561  | 2,403  | 2,552  | 2,360  | 2,245  | 2,282  | 2,265  | 2,319  | 2,333  | [ 1 ] |
| 京元電鉄線 | 降車人員 | 3,129  | 2,901  | 2,998  | 3,355  | 3,126  | 2,946  | 2,927  | 2,888  | 2,862  | 2,858  | [ 1 ] |
| 路線       | 路線     | 2020年 | 2021年 | 2022年 | 2023年 |        |        |        |        |        |        |       |
| 京元電鉄線 | 乗車人員 | 1,631  | 1,773  | 2,147  | 2,245  |        |        |        |        |        |        |       |
| 京元電鉄線 | 降車人員 | 1,986  | 2,082  | 2,433  | 2,470  |        |        |        |        |        |        |       |

## 駅周辺
- 逍遥洞住民センター
- 東豆川警察署逍遥派出所
- 東豆川一般産業団地
- 在韓米軍2師団
- 東洋大学校（朝鮮語版）
- 信興高等学校（朝鮮語版）
- 信興中学校（朝鮮語版）
- 東保初等学校（朝鮮語版）

## 隣の駅
韓国鉄道公社
 京元電鉄線
急行
東豆川駅 (101) - 東豆川中央駅 (103)
緩行
逍遥山駅 (100) - 東豆川駅 (101) - 保山駅 (102)